# Кастельно-д’Эстретефон
Кастельно́-д’Эстретефо́н (фр. Castelnau-d'Estrétefonds, окс. Castèlnau d'Estretasfonts) — коммуна во Франции, находится в регионе Юг — Пиренеи. Департамент — Верхняя Гаронна. Входит в состав кантона Фронтон. Округ коммуны — Тулуза.
Код INSEE коммуны — 31118.

## География

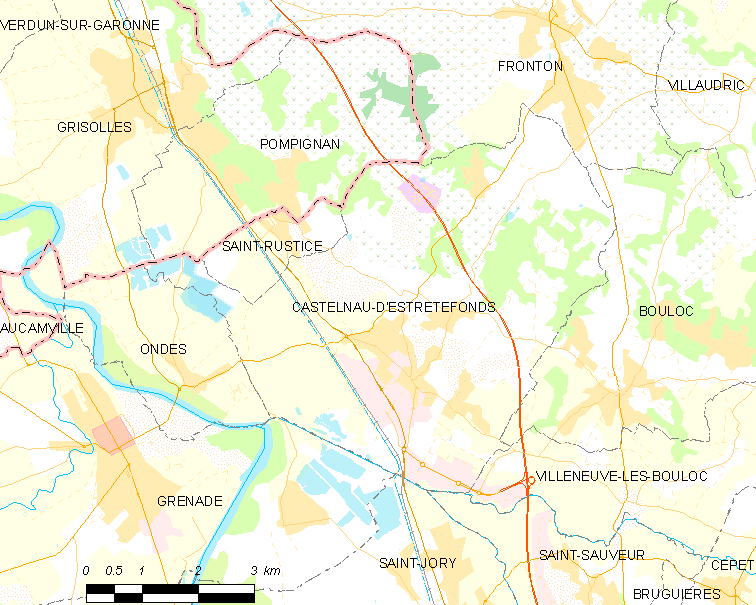
Карта коммуны

Коммуна расположена приблизительно в 570 км к югу от Парижа, в 21 км к северу от Тулузы.
По территории коммуны проходит обводной канал Гаронна.

## Климат
Климат умеренно-океанический. Зима мягкая и снежная, весна характеризуется сильными дождями и грозами, лето сухое и жаркое, осень солнечная. Преобладают сильные юго-восточные и северо-западные ветры.

## Население
Население коммуны на 2010 год составляло 5600 человек.
| 1962 | 1968 | 1975 | 1982 | 1990 | 1999 | 2010 |
| ---- | ---- | ---- | ---- | ---- | ---- | ---- |
| 1240 | 1432 | 1570 | 1853 | 2518 | 2810 | 5600 |

## Администрация
| Период | Период | Фамилия       | Партия                  | Примечания |
| ------ | ------ | ------------- | ----------------------- | ---------- |
| 1944   | 1983   | Рене Рудулес  |                         |            |
| 1983   | 1989   | Жорж Крузиль  |                         |            |
| 1989   | 2014   | Луи Видаль    | Социалистическая партия |            |
| 2014   | 2020   | Даниэль Дюпюи | Разные левые            |            |

## Экономика
В 2010 году среди 3732 человек трудоспособного возраста (15-64 лет) 3105 были экономически активными, 627 — неактивными (показатель активности — 83,2 %, в 1999 году было 75,1 %). Из 3105 активных жителей работали 2822 человека (1507 мужчин и 1315 женщин), безработных было 283 (122 мужчины и 161 женщина). Среди 627 неактивных 246 человек были учениками или студентами, 205 — пенсионерами, 176 были неактивными по другим причинам.

## Достопримечательности
- Церковь Св. Мартина (XVI век). Исторический памятник с 2001 года[4]
- Замок Кастельно (1544 год). Исторический памятник с 1987 года[5]
- Придорожное распятие (XVII век). Исторический памятник с 1979 года[6]

## Фотогалерея

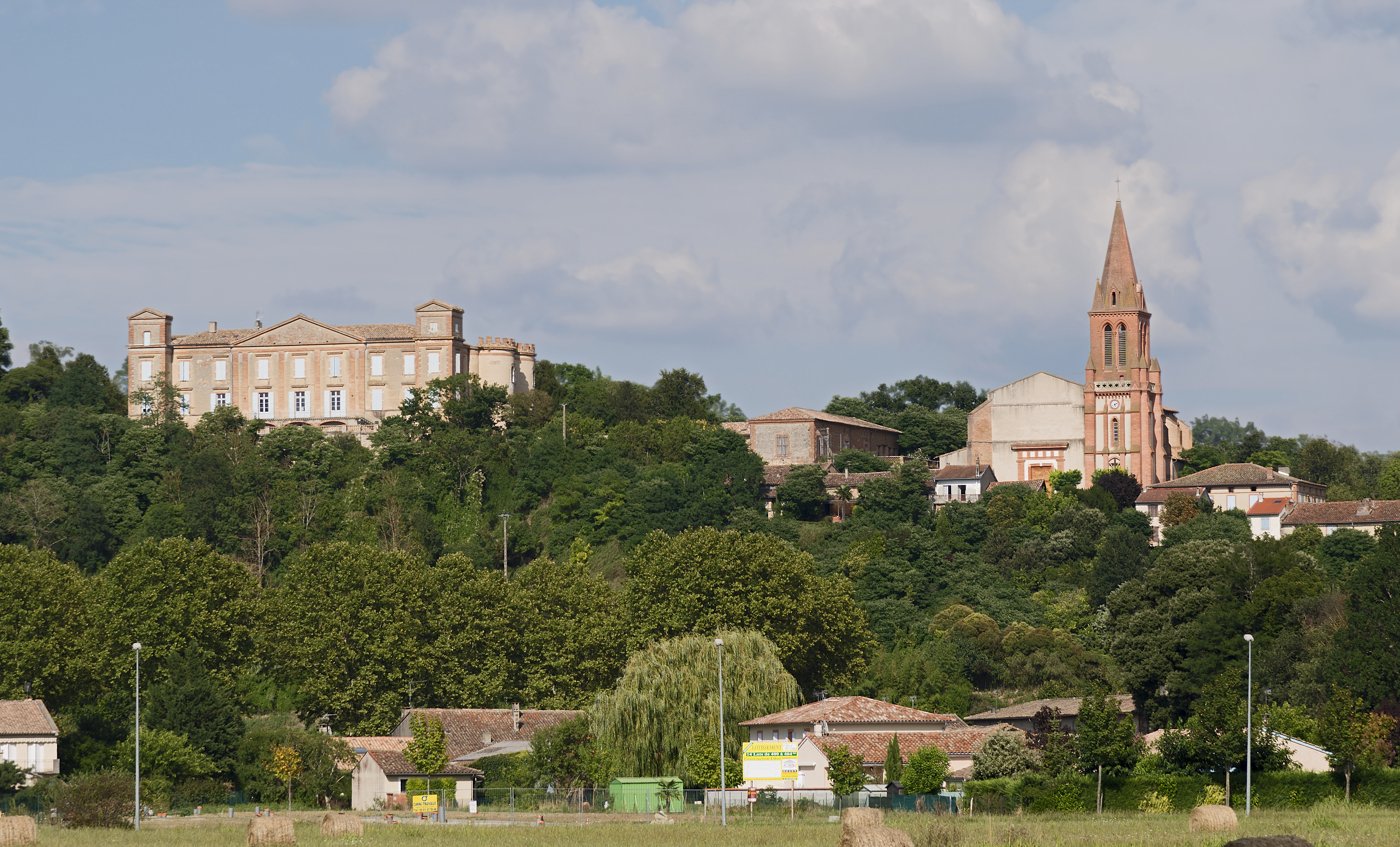
Кастельно-д’Эстретефон
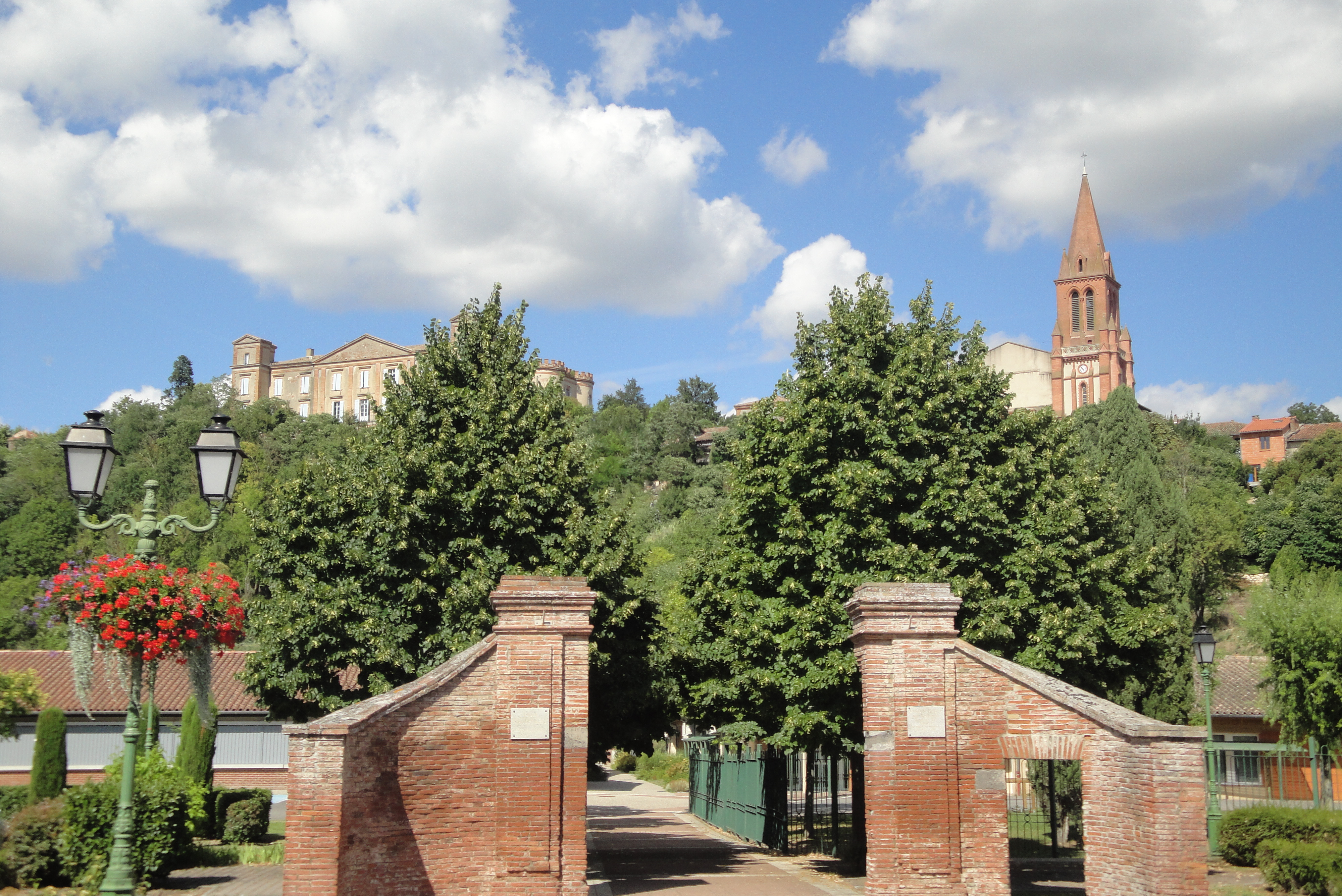
Кастельно-д’Эстретефон
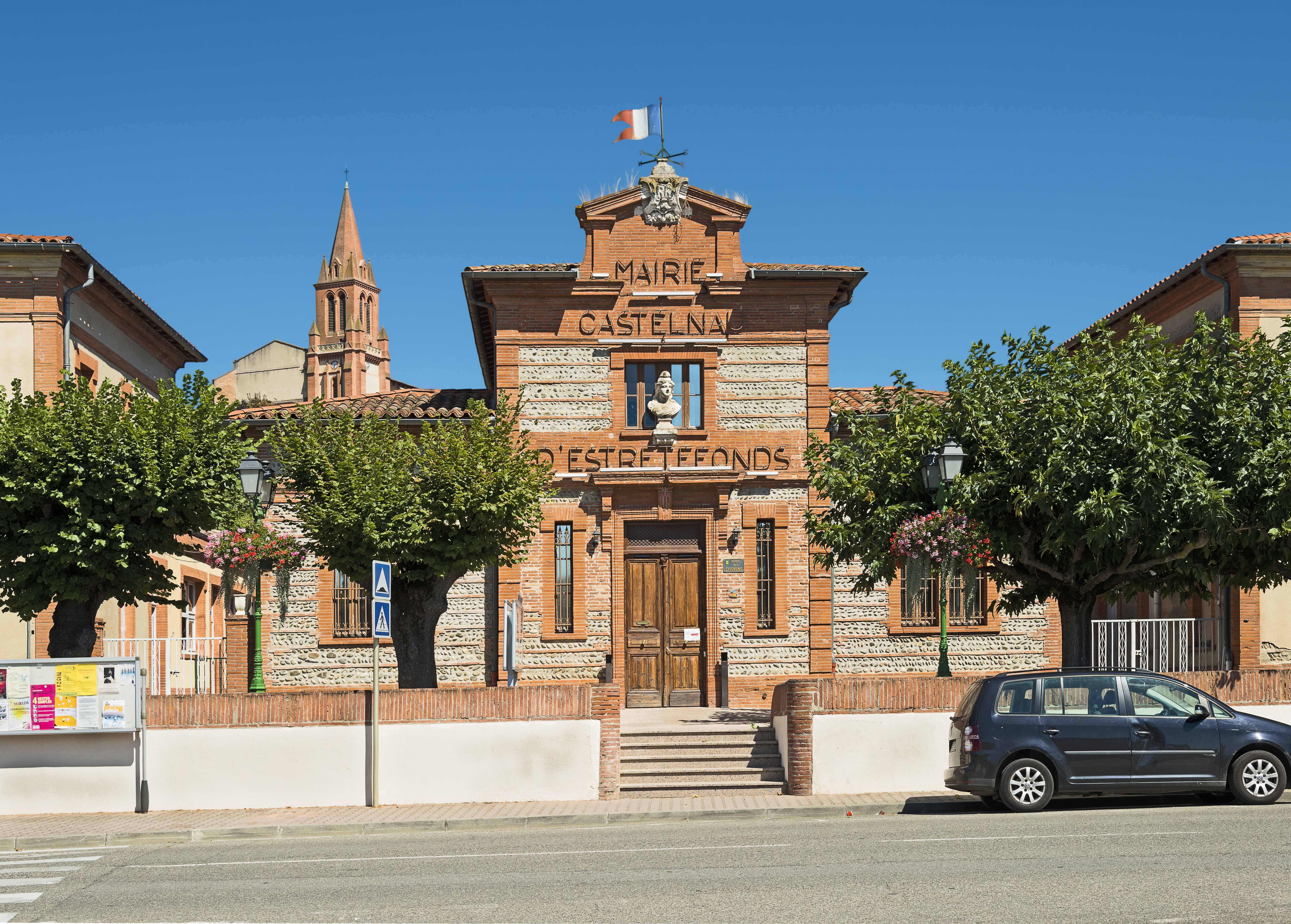
Мэрия
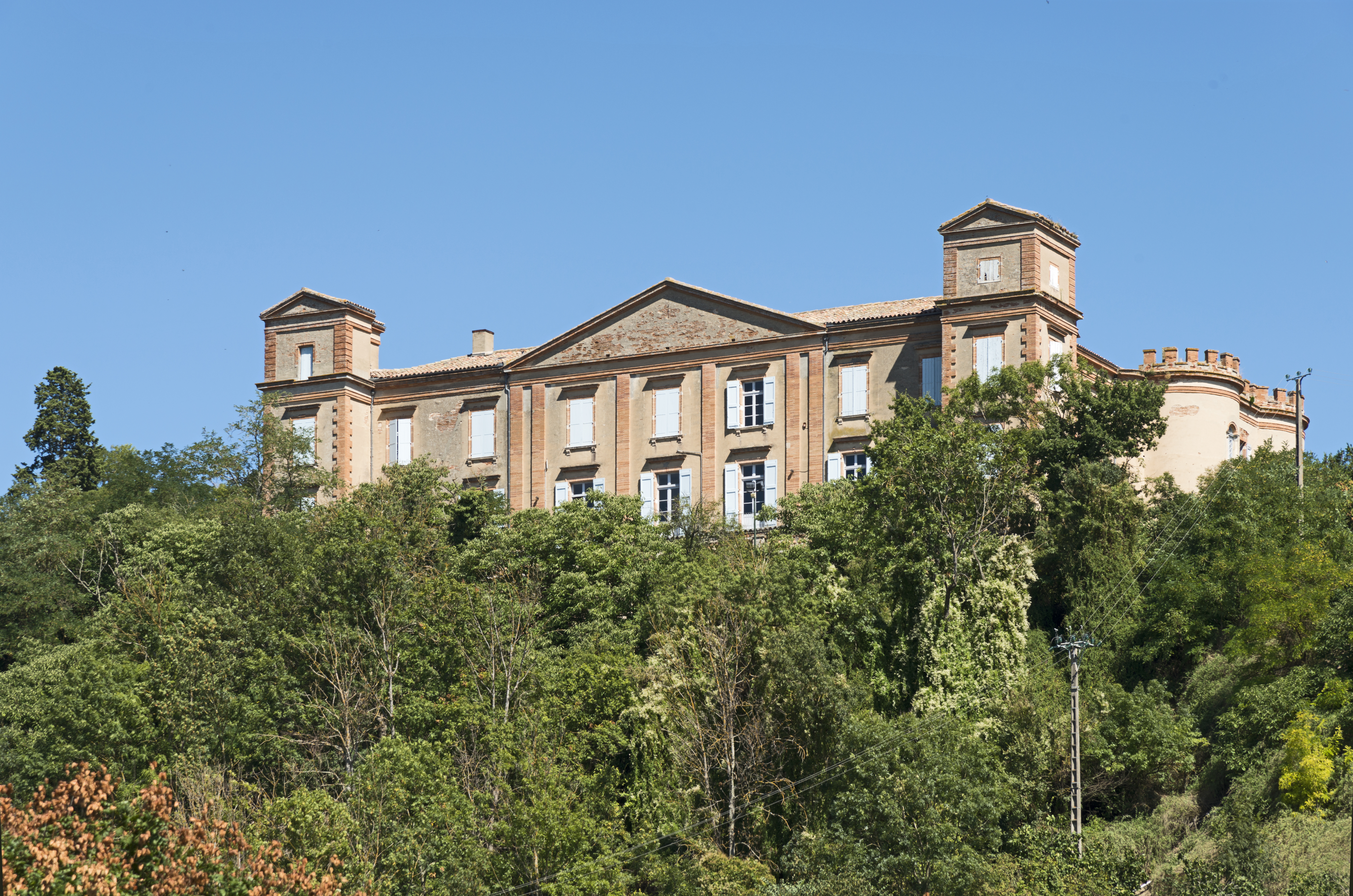
Замок Кастельно
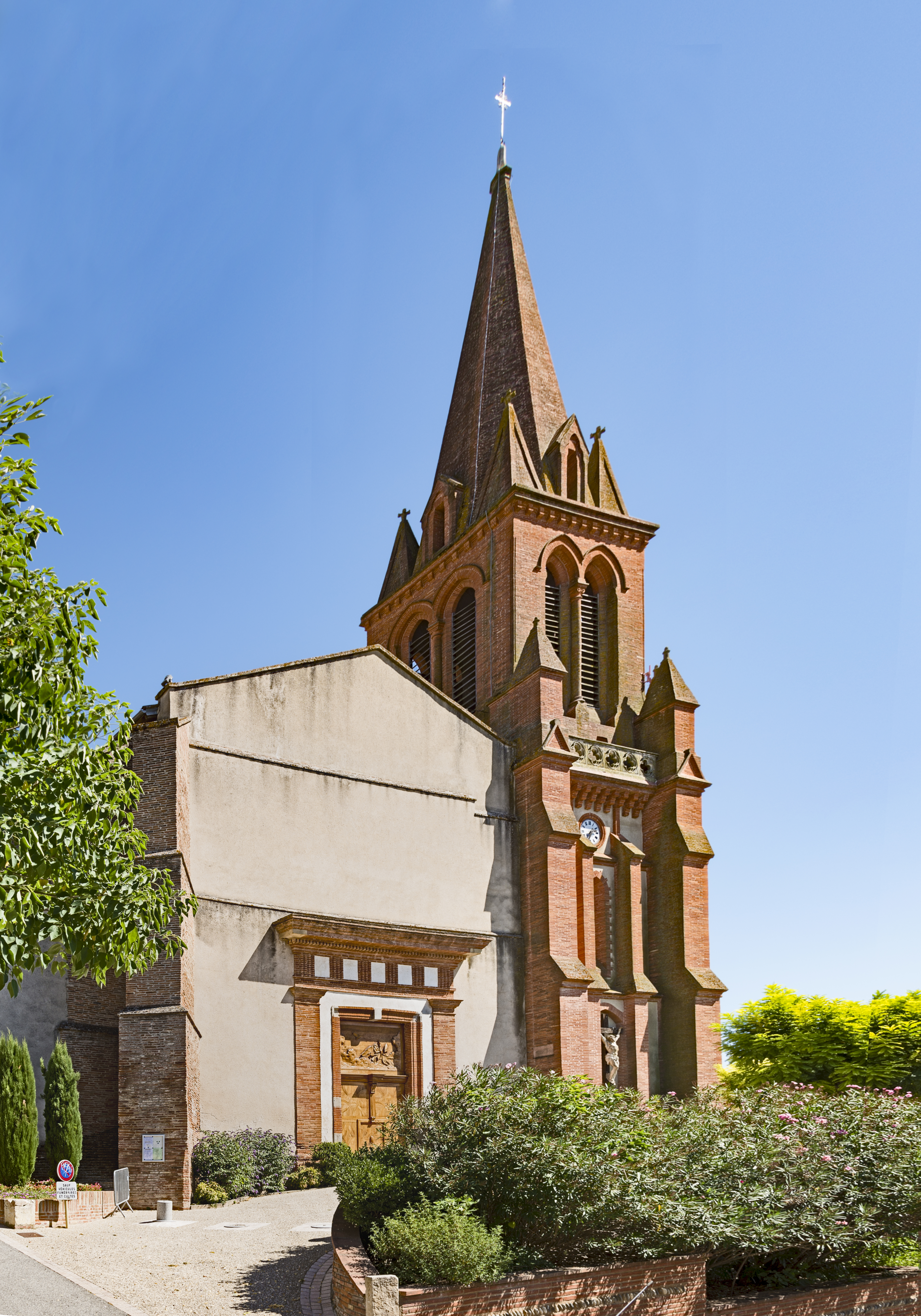
Церковь Св. Мартина
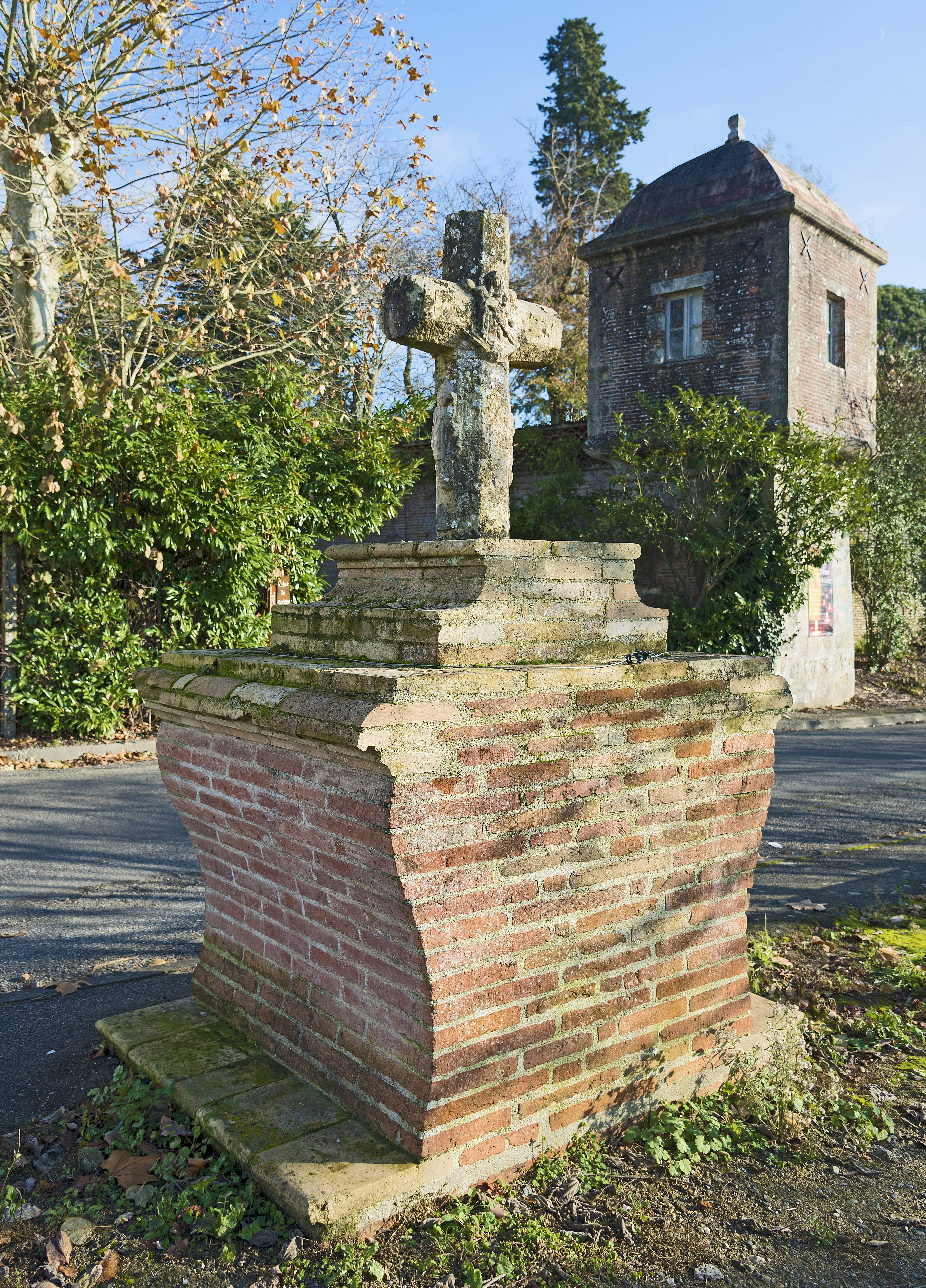
Придорожное распятие